# Carl Butler
Carl Butler, född 16 februari 1929, död 19 september 2010, var en svensk kock och krögare. Han var mest känd för sin kokbok från 1974.
Carl Butler växte upp i Norrköping. Han utbildade sig på Hasselbackens restaurangskola i Stockholm och praktiserade under en tid hos Tore Wretman på Riche. Under 14 år på SAS hade han möjlighet att uppleva många andra länders kök. Det drog han stor nytta av i sin matlagning.
1968 öppnade Carl Butler och textilkonstnären Inez Svensson en kombinerad kvarterskrog och köksbutik, Svensson & Butler, på Rörstrandsgatan i Vasastan, Stockholm.
I början fanns endast långbord, en möblering som sedan blev trendskapande för andra restauranger. En annan ny sak var att köket var synligt, så att gästerna kunde se hur maten tillagades. 
Carl Butler införde ett helt nytt sätt att laga mat med medelhavsköket som en naturlig del i den svenska husmanskosten. 
Det unika med Butlers restaurang var det demokratiska arbetsklimatet som skilde sig radikalt från den traditionellt hierarkiska restaurangbranschen. 
Kontakten mellan personal och gäster var okonventionell och intim. Priserna var förhållandevis låga och utgjorde därför inget hinder för att äta där.
1974 kom Butlers första kokbok. Enkla, pedagogiska presentationer, överskådliga innehållsregister, spatiös och tydlig layout med mat utan krångliga ingredienser. En nyhet var att Butler arbetade med utbildade reklammän och bildskapare. Bokens nyskapande sätt att presentera matlagning blev stilbildande.
Butler var under flera år en del av Svenska Dagbladets matredaktion.